# 李开信
李开信（1919年10月—2015年12月17日），曾名李连喜，山西原平人。1937年10月参加革命工作，1939年2月加入中国共产党。
1938年，任原平县青年抗日救国会主任，后升任晋察冀边区第一专区青年抗日先锋队区队长、晋察冀边区青年抗日救国会常委兼宣传部副部长。第二次国共内战期间，担任中共阳泉市委宣传部部长、市委副书记兼市总工会主任。
中华人民共和国成立后，任中共绥远省委政策研究室主任，轻工业部生产技术司司长，国家经济委员会委员兼食品工业局局长。1965年，任国家经济委员会副主任兼秘书长，之后改任国家计划委员会副主任兼国家物资总局局长。1995年7月离休。
李开信是中共十二大代表，第五届全国人大代表，政协第七届全国委员会常委。
2015年12月17日在北京逝世。